# Eva Lohse (Politikerin)

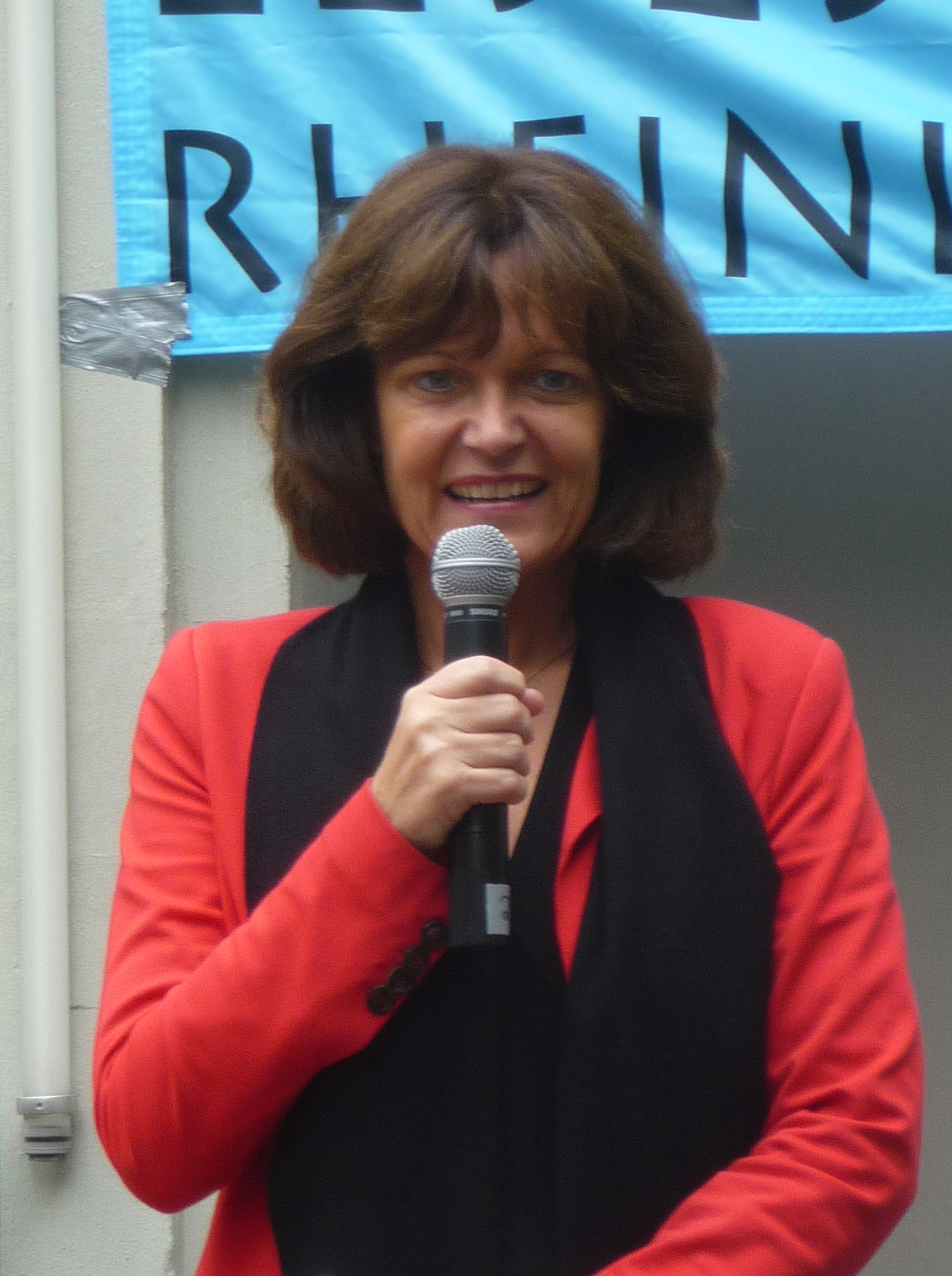
Eva Lohse, 2012

Eva Lohse, geborene Eva Müller-Tamm (* 23. Januar 1956 in Ludwigshafen am Rhein) ist eine deutsche Juristin und Politikerin (CDU). Sie war vom 1. Januar 2002 bis 31. Dezember 2017 Oberbürgermeisterin ihrer Geburtsstadt Ludwigshafen am Rhein. Sie war von 2006 bis Ende 2017 stellvertretende Vorsitzende des Vereins Zukunft Metropolregion Rhein-Neckar und vom 11. Juni 2015 bis Ende 2017 Präsidentin des Deutschen Städtetags. Von 2006 bis 2016 war sie Vorsitzende des Verbands Region Rhein-Neckar.

## Biografie
Eva Lohse, geb. Müller-Tamm, wuchs in den nördlichen Ludwigshafener Stadtteilen Oppau und Friesenheim auf. Sie ist die Schwester der Kunstwissenschaftlerin Pia Müller-Tamm sowie der Literaturwissenschaftlerin Jutta Müller-Tamm. Lohse ist verheiratet und hat zwei erwachsene Töchter.
Nach ihrem Abitur im Jahr 1975 studierte sie von 1976 bis 1982 Rechtswissenschaften an den Universitäten Heidelberg, Genf und Freiburg und promovierte 1995. Von 1983 bis 1985 machte sie ihr Referendariat im OLG-Bezirk Zweibrücken. Ihr zweites juristisches Staatsexamen legte sie, nachdem sie ihre beiden Töchter bekommen hatte, im Jahr 1987 ab und trat danach in den Landesdienst Rheinland-Pfalz als Verwaltungsjuristin bei der Kreisverwaltung Bad Dürkheim ein. Weitere Tätigkeiten waren im Innenministerium des Landes Rheinland-Pfalz und beim Polizeipräsidium Rheinpfalz in Ludwigshafen. Von 1996 bis 2001 war Lohse Dozentin an der Fachhochschule des Bundes für öffentliche Verwaltung, Fachbereich Arbeitsverwaltung, in Mannheim mit den Fächern Verwaltungs-, Arbeits- und Sozialrecht.
Von 1994 bis 2001 war sie Mitglied des Ludwigshafener Stadtrates. Im Mai 2001 wurde sie im ersten Wahlgang mit 55,51 Prozent direkt zur Oberbürgermeisterin der Stadt Ludwigshafen gewählt. Die Christdemokratin ist das erste nicht-sozialdemokratische Stadtoberhaupt Ludwigshafens seit 1945. Am 7. Juni 2009 wurde sie in Ludwigshafen mit 53,7 Prozent der Stimmen wiedergewählt. Bei der verlorenen Landtagswahl 2011 gehörte Lohse für die Bereiche „demografischer Wandel, Stadtentwicklung, Integration, Gesundheit und Soziales“ zum Schattenkabinett von Julia Klöckner.
2015 wurde Lohse Präsidentin des Deutschen Städtetags. Als solche setzte sie sich vor allem für eine bessere finanzielle Ausstattung der Kommunen ein. So forderte sie 2016 eine Änderung des Grundgesetzes, damit Bundesmittel direkt in die Bildungsinfrastruktur der Gemeinden fließen können. Außerdem kritisierte sie die zu niedrigen Finanzzuweisungen an die Städte und Gemeinden nach der Flüchtlingskrise in Deutschland 2015/2016. Die Finanzspritzen des Bundes blieben an den „klebrigen Händen“ der Länder hängen und würden nicht an die Städte durchgereicht, die die Kosten der Flüchtlingsintegration zu tragen haben. Unter Lohse stieg die Verschuldung Ludwigshafens von ca. 500 Mio. Euro auf ca. 1,2 Mrd. Euro an.
Im November 2016 gab Lohse bekannt, bei der nächsten Oberbürgermeister-Wahl nicht mehr zu kandidieren, ihr folgte zum 1. Januar 2018 die Sozialdemokratin Jutta Steinruck.

## Ehrenämter
- 2015–17 Deutscher Städtetag, Präsidentin[6]
- 2013–15 Deutscher Städtetag, Vizepräsidentin
- 2005–17 Präsidium des Deutschen Städtetages, Mitglied
- 2006–16 Verband Region Rhein-Neckar, Präsidentin
- 2006–17 Verein Zukunft Metropolregion Rhein Neckar e. V., Vizepräsidentin
- 2012–15 Deutscher Sparkassen- und Giroverband, Vizepräsidentin[7]
- seit 2018 Beratende Kommission im Zusammenhang mit der Rückgabe NS-verfolgungsbedingt entzogenen Kulturguts, insbesondere aus jüdischem Besitz („Limbach-Kommission“), Mitglied[8]